# Valverde de Valdelacasa
Valverde de Valdelacasa ist ein Ort und eine westspanische Gemeinde (municipio) mit 57 Einwohnern (Stand: 2024) in der Provinz Salamanca in der Autonomen Region Kastilien-León. 

## Lage
Valverde de Valdelacasa liegt etwa 70 Kilometer südsüdwestlich von Salamanca und etwa 210 Kilometer westlich von Madrid in einer Höhe von ca. 805 m.
Das Klima im Winter ist kühl, im Sommer dagegen durchaus warm; die Niederschlagsmengen (838 mm) fallen – mit Ausnahme der nahezu regenlosen Sommermonate – verteilt übers ganze Jahr.

## Bevölkerungsentwicklung
| Jahr      | 1970 | 1981 | 1991 | 2001 | 2011 | 2021 |
| Einwohner | 170  | 96   | 84   | 76   | 85   | 66   |

Der deutliche Bevölkerungsrückgang seit den 1950er Jahren ist im Wesentlichen auf die Mechanisierung der Landwirtschaft sowie auf die Aufgabe von bäuerlichen Kleinbetrieben und den damit einhergehenden Verlust an Arbeitsplätzen zurückzuführen (Landflucht).

## Sehenswürdigkeiten
- Jakobuskirche (Iglesia de Santiago Apóstol)